# Giustizia dei ghiacci
Giustizia dei ghiacci (Frozen Justice) è un film muto del 1929 diretto da Allan Dwan di cui venne distribuita anche la versione sonora. La storia è ambientata in Alaska all'epoca della corsa all'oro del Klondike. Il film uscì nelle sale poco prima che gli Stati Uniti venissero sconvolti il 29 ottobre 1929 dal crollo di Wall Street.

## Trama
Talu, figlia di un americano e di una eschimese, vive lacerata tra le due culture. Sposata a Lanak, il capo eschimese, sogna quella che lei crede essere la vita eccitante di Nome, la città più vicina. Così, quando tra di loro arriva il capitano Jones, un tipo senza scrupoli la cui nave è andata a sfasciarsi tra i ghiacci, parte con lui alla volta di Nome, nonostante le obiezioni rivolte al capitano da Duke, il marinaio, che teme la reazione di Lanak.
A Nome, Jones maltratta Talu. Duke, innamorato della donna, cerca di aiutarla a ritornare a casa, dal marito, ma Jones gli spara. Inseguiti da Lanak, Jones e Talu fuggono su una slitta di cui però il capitano perde il controllo, andando a finire dentro un crepaccio. Jones muore subito, mentre Talu spira tra le braccia del marito.

## Produzione
Il film fu prodotto dalla Fox Film Corporation e venne girato in due versioni, una muta in 1.868,12 metri, l'altra sonora di 2.185,42 metri, girata con il sistema Western Electric Movietone sound-on-film sound system.

## Distribuzione
Distribuito dalla Fox Film Corporation, il film - presentato da William Fox - uscì nelle sale cinematografiche USA il 13 ottobre 1929.
Non si conoscono copie ancora esistenti della pellicola che viene considerata presumibilmente perduta.